# Freie-Partie-Europameisterschaft der Junioren 2014/15

Logo CEB (ausrichtender Verband)

Die Freie-Partie-Europameisterschaft der Junioren 2015 war das 34. Turnier in dieser Disziplin des Karambolagebillards und fand vom 26. April bis zum 1. Mai 2014 in Brandenburg an der Havel statt. Die Meisterschaft zählte zur Saison 2014/15.

## Geschichte
Mit einem niederländischen Doppelsieg von Sam van Etten vor Titelverteidiger Ferry Jong  endete die 34. Junioren-EM in der Freien Partie. Die Plätze drei bis fünf gingen an die Tschechen Ondrej Hosek, Adam Kozák und Adam Baca.

## Modus
Gespielt wurde eine Vorrunde mit drei Gruppen à vier Spieler im Round-Robin-Modus. Die beiden Gruppenbesten und die zwei besten Gruppendritten qualifizierten sich für das Viertelfinale. Ab hier wurde in einer Knock-out-Runde der Sieger ermittelt. Die Distanz betrug in der Gruppenphase 250 Punkte oder 20 Aufnahmen und in der KO-Phase 300 Punkte oder 20 Aufnahmen. Ab der Saison 2001/02 wurde Platz drei nicht mehr ausgespielt.
Platzierung in den Tabellen bei Punktgleichheit:
1. MP = Matchpunkte
2. GD = Generaldurchschnitt
3. HS = Höchstserie

## Vorrunde

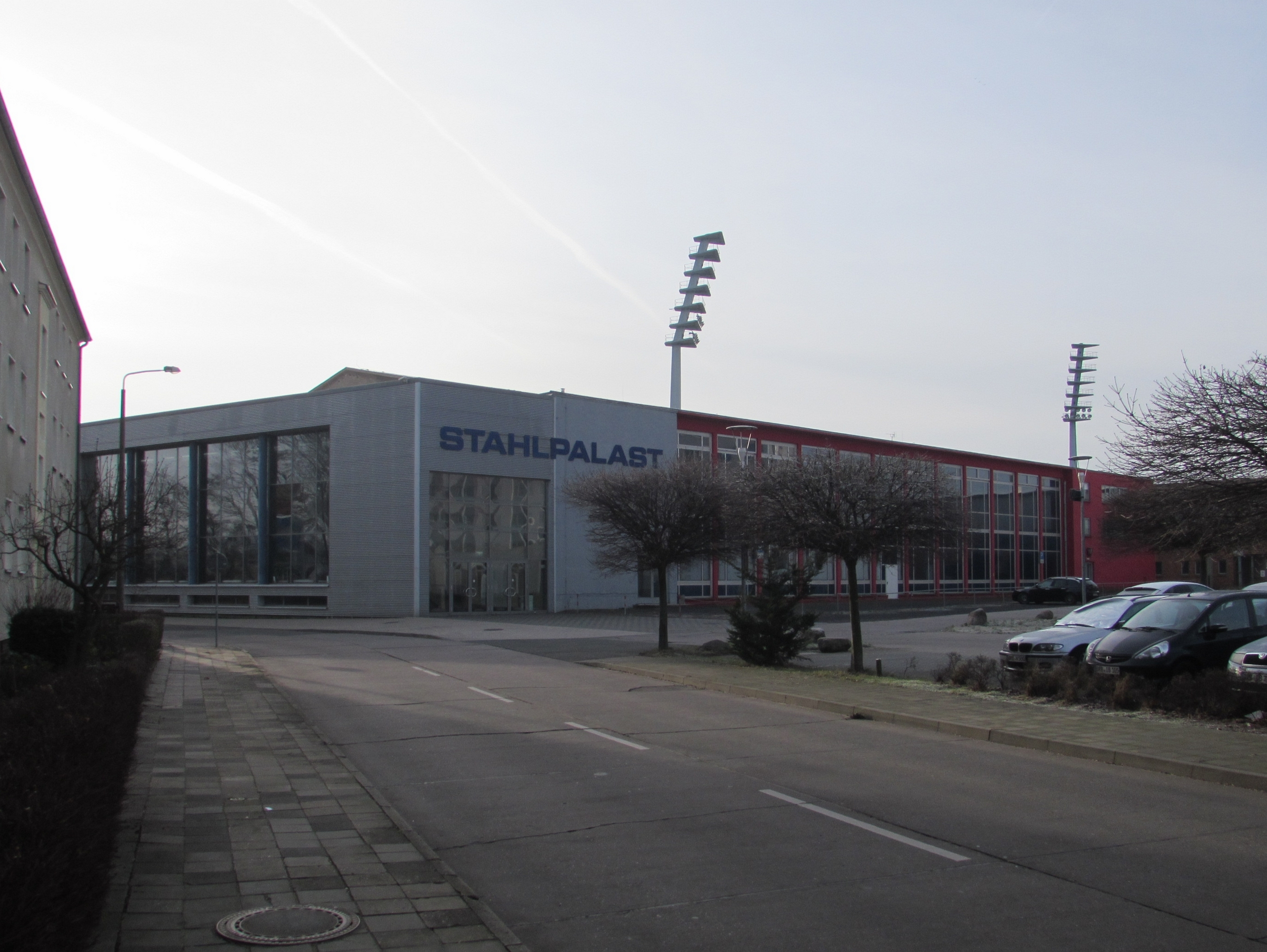
Außenansicht des Stahlpalastes

| Abschlusstabelle Gruppe A | Abschlusstabelle Gruppe A | Abschlusstabelle Gruppe A | Abschlusstabelle Gruppe A | Abschlusstabelle Gruppe A | Abschlusstabelle Gruppe A | Abschlusstabelle Gruppe A | Abschlusstabelle Gruppe A | Abschlusstabelle Gruppe A |
| Platz                     | Name                      | MP                        | Pkte                      | Aufn.                     | GD                        | BED                       | HS                        |                           |
| ------------------------- | ------------------------- | ------------------------- | ------------------------- | ------------------------- | ------------------------- | ------------------------- | ------------------------- | ------------------------- |
| 1                         | Ondrej Hosek              | 4:2                       | 739                       | 15                        | 49,26                     | 250,00                    | 250                       |                           |
| 2                         | Anders Henriksen          | 4:2                       | 500                       | 11                        | 45,45                     | 250,00                    | 250                       |                           |
| 3                         | Sam van Etten             | 4:2                       | 501                       | 24                        | 20,87                     | 25,00                     | 164                       |                           |
| 4                         | Stef van Hees             | 0:6                       | 310                       | 20                        | 15,50                     | -                         | 87                        |                           |

| Abschlusstabelle Gruppe B | Abschlusstabelle Gruppe B | Abschlusstabelle Gruppe B | Abschlusstabelle Gruppe B | Abschlusstabelle Gruppe B | Abschlusstabelle Gruppe B | Abschlusstabelle Gruppe B | Abschlusstabelle Gruppe B | Abschlusstabelle Gruppe B |
| Platz                     | Name                      | MP                        | Pkte                      | Aufn.                     | GD                        | BED                       | HS                        |                           |
| ------------------------- | ------------------------- | ------------------------- | ------------------------- | ------------------------- | ------------------------- | ------------------------- | ------------------------- | ------------------------- |
| 1                         | Ferry Jong                | 6:0                       | 750                       | 6                         | 125,00                    | 125,00                    | 250                       |                           |
| 2                         | Adam Kozák                | 4:2                       | 512                       | 16                        | 32,00                     | 83,33                     | 159                       |                           |
| 3                         | Teddy Chouit              | 2:4                       | 337                       | 23                        | 14,65                     | 25,00                     | 128                       |                           |
| 4                         | Simon Blondeel            | 0:6                       | 105                       | 15                        | 7,00                      | -                         | 54                        |                           |

| Abschlusstabelle Gruppe C | Abschlusstabelle Gruppe C | Abschlusstabelle Gruppe C | Abschlusstabelle Gruppe C | Abschlusstabelle Gruppe C | Abschlusstabelle Gruppe C | Abschlusstabelle Gruppe C | Abschlusstabelle Gruppe C | Abschlusstabelle Gruppe C |
| Platz                     | Name                      | MP                        | Pkte                      | Aufn.                     | GD                        | BED                       | HS                        |                           |
| ------------------------- | ------------------------- | ------------------------- | ------------------------- | ------------------------- | ------------------------- | ------------------------- | ------------------------- | ------------------------- |
| 1                         | Adam Baca                 | 6:0                       | 750                       | 15                        | 50,00                     | 125,00                    | 248                       |                           |
| 2                         | Briac Dubois              | 2:4                       | 614                       | 28                        | 21,92                     | 31,25                     | 126                       |                           |
| 3                         | Thomas Caluwaerts         | 2:4                       | 315                       | 20                        | 15,75                     | 25,00                     | 140                       |                           |
| 4                         | Lukas Blondeel            | 2:4                       | 357                       | 35                        | 10,20                     | 15,62                     | 107                       |                           |

## Endrunde
|  | Viertelfinale 300/20 | Viertelfinale 300/20 | Viertelfinale 300/20 | Viertelfinale 300/20 | Viertelfinale 300/20 | Viertelfinale 300/20 |               |               | Halbfinale 300/20 | Halbfinale 300/20 | Halbfinale 300/20 | Halbfinale 300/20 | Halbfinale 300/20 | Halbfinale 300/20 |      |       | Finale 300/20 | Finale 300/20 | Finale 300/20 | Finale 300/20 | Finale 300/20 | Finale 300/20 |
|  |                      |                      |                      |                      |                      |                      |               |               |                   |                   |                   |                   |                   |                   |      |       |               |               |               |               |               |               |
|  |                      | MP                   | Pkt.                 | Aufn.                | ED                   | HS                   |               |               |                   |                   |                   |                   |                   |                   |      |       |               |               |               |               |               |               |
|  |                      | MP                   | Pkt.                 | Aufn.                | ED                   | HS                   |               |               |                   |                   |                   |                   |                   |                   |      |       |               |               |               |               |               |               |
|  | Ondrej Hosek         | 2                    | 300                  | 10                   | 30,00                | 236                  |               |               |                   |                   |                   |                   |                   |                   |      |       |               |               |               |               |               |               |
|  | Ondrej Hosek         | 2                    | 300                  | 10                   | 30,00                | 236                  |               | MP            | Pkt.              | Aufn.             | ED                | HS                |                   |                   |      |       |               |               |               |               |               |               |
|  | Briac Dubois         | 0                    | 133                  | 10                   | 13,30                | 92                   |               | MP            | Pkt.              | Aufn.             | ED                | HS                |                   |                   |      |       |               |               |               |               |               |               |
|  | Briac Dubois         | 0                    | 133                  | 10                   | 13,30                | 92                   | Ondrej Hosek  | 0             | 239               | 7                 | 34,14             | 220               |                   |                   |      |       |               |               |               |               |               |               |
|  |                      | MP                   | Pkt.                 | Aufn.                | ED                   | HS                   | Ondrej Hosek  | 0             | 239               | 7                 | 34,14             | 220               |                   |                   |      |       |               |               |               |               |               |               |
|  |                      | MP                   | Pkt.                 | Aufn.                | ED                   | HS                   |               | Ferry Jong    | 2                 | 300               | 7                 | 42,85             | 159               |                   |      |       |               |               |               |               |               |               |
|  | Ferry Jong           | 2                    | 300                  | 6                    | 50,00                | 296                  |               | Ferry Jong    | 2                 | 300               | 7                 | 42,85             | 159               |                   |      |       |               |               |               |               |               |               |
|  | Ferry Jong           | 2                    | 300                  | 6                    | 50,00                | 296                  |               |               |                   |                   |                   |                   |                   | MP                | Pkt. | Aufn. | ED            | HS            |               |               |               |               |
|  | Thomas Caluwaerts    | 0                    | 90                   | 6                    | 15,00                | 35                   |               |               |                   |                   |                   |                   |                   | MP                | Pkt. | Aufn. | ED            | HS            |               |               |               |               |
|  | Thomas Caluwaerts    | 0                    | 90                   | 6                    | 15,00                | 35                   | Ferry Jong    | 0             | 0                 | 3                 | 0,00              | 0                 |                   |                   |      |       |               |               |               |               |               |               |
|  |                      | MP                   | Pkt.                 | Aufn.                | ED                   | HS                   | Ferry Jong    | 0             | 0                 | 3                 | 0,00              | 0                 |                   |                   |      |       |               |               |               |               |               |               |
|  |                      | MP                   | Pkt.                 | Aufn.                | ED                   | HS                   |               | Sam van Etten | 2                 | 300               | 3                 | 100,00            | 299               |                   |      |       |               |               |               |               |               |               |
|  | Adam Baca            | 0                    | 6                    | 5                    | 1,20                 | 3                    |               | Sam van Etten | 2                 | 300               | 3                 | 100,00            | 299               |                   |      |       |               |               |               |               |               |               |
|  | Adam Baca            | 0                    | 6                    | 5                    | 1,20                 | 3                    |               | MP            | Pkt.              | Aufn.             | ED                | HS                |                   |                   |      |       |               |               |               |               |               |               |
|  | Sam van Etten        | 2                    | 300                  | 6                    | 50,00                | 179                  |               | MP            | Pkt.              | Aufn.             | ED                | HS                |                   |                   |      |       |               |               |               |               |               |               |
|  | Sam van Etten        | 2                    | 300                  | 6                    | 50,00                | 179                  | Sam van Etten | 2             | 300               | 4                 | 75,00             | 192               |                   |                   |      |       |               |               |               |               |               |               |
|  |                      | MP                   | Pkt.                 | Aufn.                | ED                   | HS                   | Sam van Etten | 2             | 300               | 4                 | 75,00             | 192               |                   |                   |      |       |               |               |               |               |               |               |
|  |                      | MP                   | Pkt.                 | Aufn.                | ED                   | HS                   |               | Adam Kozák    | 0                 | 12                | 4                 | 3,00              | 11                |                   |      |       |               |               |               |               |               |               |
|  | Anders Henriksen     | 0                    | 123                  | 3                    | 41,00                | 123                  |               | Adam Kozák    | 0                 | 12                | 4                 | 3,00              | 11                |                   |      |       |               |               |               |               |               |               |
|  | Anders Henriksen     | 0                    | 123                  | 3                    | 41,00                | 123                  |               |               |                   |                   |                   |                   |                   |                   |      |       |               |               |               |               |               |               |
|  | Adam Kozák           | 2                    | 300                  | 3                    | 100,00               | 294                  |               |               |                   |                   |                   |                   |                   |                   |      |       |               |               |               |               |               |               |
|  | Adam Kozák           | 2                    | 300                  | 3                    | 100,00               | 294                  |               |               |                   |                   |                   |                   |                   |                   |      |       |               |               |               |               |               |               |

## Endergebnis
| MP    | Match Points (Sieger = 2; Unentschieden = 1; Verlierer = 0) |
| Pkte. | Erzielte Karambolagen                                       |
| Aufn. | Benötigte Versuche                                          |
| GD    | Generaldurchschnitt                                         |
| BED   | Bester Einzeldurchschnitt eines Spielers                    |
| HS    | Höchstserie                                                 |
|       | Bester GD des Turniers                                      |
|       | Bester ED des Turniers                                      |
|       | Beste HS des Turniers                                       |
|       | 1. Platz (Gold)                                             |
|       | 2. Platz (Silber)                                           |
|       | 3. Platz (Bronze)                                           |

| Finale          | 1                          | Sam van Etten     | 10:2 | 1401 | 36 | 38,91 | 100,00 | 299 |
| Finale          | 2                          | Ferry Jong        | 10:2 | 1350 | 22 | 61,36 | 125,00 | 296 |
| Halb- finale    | 3                          | Ondrej Hosek      | 6:4  | 1278 | 32 | 39,93 | 250,00 | 250 |
| Halb- finale    | 3                          | Adam Kozák        | 6:4  | 824  | 23 | 35,82 | 100,00 | 294 |
| Viertel- finale | 5                          | Adam Baca         | 6:2  | 756  | 20 | 37,80 | 125,00 | 248 |
| Viertel- finale | 6                          | Anders Henriksen  | 4:4  | 623  | 14 | 44,50 | 250,00 | 250 |
| Viertel- finale | 7                          | Briac Dubois      | 2:6  | 747  | 38 | 19,65 | 31,25  | 126 |
| Viertel- finale | 8                          | Thomas Caluwaerts | 2:6  | 405  | 26 | 15,57 | 25,00  | 140 |
| Gruppen- phase  | 9                          | Teddy Chouit      | 2:4  | 337  | 23 | 14,65 | 25,00  | 128 |
| Gruppen- phase  | 10                         | Lukas Blondeel    | 2:4  | 357  | 35 | 10,20 | 15,62  | 107 |
| Gruppen- phase  | 11                         | Stef van Hees     | 0:6  | 310  | 20 | 15,50 | -      | 87  |
| Gruppen- phase  | 12                         | Simon Blondeel    | 0:6  | 105  | 15 | 7,00  | -      | 54  |
| Gruppen- phase  | Turnierdurchschnitt: 27,93 |                   |      |      |    |       |        |     |